# El valiente príncipe Ivandoe
The Heroic Quest of the Valiant Prince Ivandoe (Las heroicas aventuras del valiente príncipe Ivandoe en Hispanoamérica y El valiente príncipe Ivandoe en España) es una serie televisiva animada danesa-británica creada por los animadores de The Amazing World of Gumball Eva Lee Wallberg y Christian Bøving-Andersen. Se estrena en Cartoon Network en Dinamarca, Islandia, Finlandia, Noruega y Suecia el 20 de enero de 2023. La serie es producida por Cartoon Network Studios Europe. Es una parodia de la novela británica de 1820 Ivanhoe del escritor Walter Scott.

## Trama
La serie sigue las aventuras de Ivandoe (doblado por Rasmus Hardiker), el príncipe joven del bosque cuyo padre, Mighty Stag, le envía en busca de la Pluma Dorada del Rey Águila. Ivandoe y su escudero, un pequeño pájaro de nombre Bert (también doblado por Hardiker), descubren nuevas partes del bosque y una variedad de criaturas extrañas a lo largo de la serie.

## Reparto y personajes
- Rasmus Hardiker: Príncipe Ivandoe, Bert y otros personajes.
- Laus Høybye: Príncipe Ivandoe.
- Hugo Harrison: Frogman.
- Steve Furst: Cupcake.
- Alex Jordania: Príncipe Svan y otros personajes.
- Dustin Demri-Burns: Gnomos.
- Cristiano Bøving-Andersen: Gnomos.
- Brian Blessed: Montaña.
- Kerry Howard: Varios personajes.
- Rob Rackstraw: Rey Axalotyl y princesa Syllabob.
- Laura Aikman: Jezebel y Poe.

## Episodios
| N.º en serie | N.º en temp. | Título                                                                                  | Fecha de estreno original                                       | Fecha de estreno Latinoamérica                                       | Cod. Prod. |
| --- | ------------ | --------------------------------------------------------------------------------------- | --------------------------------------------------------------- | -------------------------------------------------------------------- | ---------- |
| 1 | 1            | «El príncipe y la aventura heroica» «The Prince and the Valiant Quest»                  | 5 de diciembre de 2022 (Italia)11 de noviembre de 2023 (EE.UU)  | 1 de diciembre de 2023 (Preestreno) 4 de diciembre de 2023 (Estreno) | 101        |
| Ivandoe y su dedicado escudero son enviados en busca de la mágica Pluma Dorada del temible Rey Águila. |              |                                                                                         |                                                                 |                                                                      |            |
| 2 | 2            | «El príncipe y la gallina de la perdición» «The Prince and the Chicken of Doom»         | 5 de diciembre de 2022 (Italia)11 de noviembre de 2023 (EE.UU)  | 5 de diciembre de 2023                                               | 102        |
| El príncipe Ivandoe se encuentra con un pollo gigante que escupe fuego y está destruyendo las preciadas verduras de los agricultores locales.                                                                             |              |                                                                                         |                                                                 |                                                                      |            |
| 3 | 3            | «El príncipe y el ciervo cantarín» «The Prince and the Sing Songy Stag»                 | 6 de diciembre de 2022 (Italia)18 de noviembre de 2023 (EE.UU)  | 6 de diciembre de 2023                                               | 103        |
| Ivandoe se encuentra y salva a un ciervo de los pantanos llamado Brian, que revela ser un bardo. Sin embargo, sus modales de bardo son muy directos e Ivandoe quiere deshacerse de él de todas las formas posibles.       |              |                                                                                         |                                                                 |                                                                      |            |
| 4 | 4            | «El príncipe y las lágrimas del triunfo» «The Prince and the Tears of Triumph»          | 6 de diciembre de 2022 (Italia)18 de noviembre de 2023 (EE.UU)  | 7 de diciembre de 2023                                               | 104        |
| Ivandoe salva a Jezabel, la ladrona que casi le roba el relicario, enamorado de ella acepta regalarle las famosas lágrimas de triunfo que, según se dice, curan todas las enfermedades.                                   |              |                                                                                         |                                                                 |                                                                      |            |
| 5 | 5            | «El príncipe y los ladrones de nabo» «The Prince and the Turnip Tricksters»             | 7 de diciembre de 2022 (Italia)25 de noviembre de 2023 (EE.UU)  | 8 de diciembre de 2023                                               | 105        |
| El príncipe Ivandoe promete capturar al ladrón de nabos, considerado el peor tipo de ladrón. |              |                                                                                         |                                                                 |                                                                      |            |
| 6 | 6            | «El príncipe y Svandelina» «The Prince and the Swoony Swanstress»                       | 7 de diciembre de 2022 (Italia)25 de noviembre de 2023 (EE.UU)  | 7 de enero de 2024                                                   | 106        |
| El príncipe Ivandoe y Bert ayudan a Svandelina, confundida, bajo su protección después de que se pierde. |              |                                                                                         |                                                                 |                                                                      |            |
| 78 | 78           | «El príncipe y el esponja plumas» «The Prince and the Feather Fluffer-Upper»            | 12 de diciembre de 2022 (Italia)2 de diciembre de 2023 (EE.UU)  | 7 de enero de 2024                                                   | 107108     |
| El príncipe Ivandoe y Bert aceptan a regañadientes encontrar un tridente especial para el decimosexto cumpleaños de la princesa Syllabob del Reino Submarino.                                                             |              |                                                                                         |                                                                 |                                                                      |            |
| 9 | 9            | «El príncipe y la fiesta de los tonti-bufones» «The Prince and the Feast of Fopdoodles» | 13 de diciembre de 2022 (Italia)9 de diciembre de 2023 (EE.UU)  | 12 de enero de 2024                                                  | 109        |
| El príncipe Ivandoe acepta a regañadientes una invitación a una fiesta real de MidSwanner. |              |                                                                                         |                                                                 |                                                                      |            |
| 10 | 10           | «El príncipe y el jabalí presumido» «The Prince and the Boasty Boar»                    | 13 de diciembre de 2022 (Italia)9 de diciembre de 2023 (EE.UU)  | 16 de enero de 2024                                                  | 110        |
| Ivandoe y Bert conocen al jabalí demasiado confiado, Boaris von Tusk, que intenta ganarse el corazón de Jezabel organizando un torneo.                                                                                    |              |                                                                                         |                                                                 |                                                                      |            |
| 11 | 11           | «El príncipe y la princesa horrible» «The Prince and the Blobby Princess»               | 14 de diciembre de 2022 (Italia)16 de diciembre de 2023 (EE.UU) | 17 de enero de 2024                                                  | 111        |
| El príncipe Ivandoe encuentra a la princesa Syllabob respirando con dificultad en el medio del bosque y acepta ayudarla a regresar al lago.                                                                               |              |                                                                                         |                                                                 |                                                                      |            |
| 12 | 12           | «El príncipe y el mago de oscura sabiduría» «The Prince and the Wise Wizard of Wisdom»  | 14 de diciembre de 2022 (Italia)16 de diciembre de 2023 (EE.UU) | 18 de enero de 2024                                                  | 112        |
| Abatido por un nabo envenenado, el príncipe Ivandoe debe acudir al Mago Sabio en busca de una cura. Pero resulta que el Mago Sabio es mucho menos 'sabio' y mucho más 'descarado' de lo que todos esperaban               |              |                                                                                         |                                                                 |                                                                      |            |
| 13 | 13           | «El príncipe y el chirrido de la obediencia» «The Prince and the Squeak of Obedience»   | 15 de diciembre de 2022 (Italia)3 de febrero de 2024 (EE.UU)    | 19 de enero de 2024                                                  | 113        |
| Cupcake, el Poodle, le enseña al príncipe Ivandoe cómo ser un guerrero de la jungla porque juntos deben infiltrarse en el campo de Feral y recuperar los valiosos objetos que se robaron los escurridizos gatos ladrones. |              |                                                                                         |                                                                 |                                                                      |            |
| 14 | 14           | «El príncipe y el princecuestro» «The Prince and the Princenappers»                     | 15 de diciembre de 2022 (Italia)10 de febrero de 2024 (EE.UU)   | 5 de febrero de 2024                                                 | 114        |
| Mientras viaja por el peligroso Bosque de los Forajidos, el Príncipe Ivandoe es secuestrado por tres bandas criminales diferentes y Jezabel debe rescatarlo.                                                              |              |                                                                                         |                                                                 |                                                                      |            |
| 1516 | 1516         | «El príncipe y la falsa cita-» «The Prince and the Playdate»                            | 16 de diciembre de 2022 (Italia)10 de febrero de 2024 (EE.UU)   | 6 de febrero de 2024                                                 | 115116     |
| Grizabella, la madre de Jezabel, toma prisionero al príncipe Ivandoe. |              |                                                                                         |                                                                 |                                                                      |            |

## Emisión
La emisión de la serie empezó en enero de 2018 en Europa Central y Oriental por Cartoon Network, en Alemania, Italia, Chequia, Polonia, España (a través de Boing), y en febrero de 2018 en Francia y África subsahariana, finalizando en marzo de 2018 en el Reino Unido. El 5 de julio de 2018 empezó su emisión en Latinoamérica.[cita requerida]